# Kulířov
Kulířov är en ort i Tjeckien.   Den ligger i regionen Södra Mähren, i den östra delen av landet, 190 km öster om huvudstaden Prag. Kulířov ligger 538 meter över havet och antalet invånare är 217.
Terrängen runt Kulířov är platt åt nordväst, men åt sydost är den kuperad. Runt Kulířov är det ganska tätbefolkat, med 62 invånare per kvadratkilometer. Närmaste större samhälle är Vyškov, 15,8 km sydost om Kulířov. Trakten runt Kulířov består till största delen av jordbruksmark.